# Revit
Autodesk Revit je CAD a BIM aplikace pro stavební inženýry a architekty, vyvíjená americkou společností Autodesk. Umožňuje parametrické 3D modelování a kreslení prvků při vytváření stavebních projektů. BIM (Building Information Modeling, informační model budov) je koncept oboru CAD, který nabízí inteligentní objektové 3D navrhování. Revit poskytuje plnou obousměrnou asociativitu – změna v kterémkoliv místě projektu se tak okamžitě projeví ve všech ostatních součástech projektu (pohledy, perspektivy, detaily, výkazy, řezy). Dokumenty projektu jsou tak automaticky vždy koordinované.
Program Revit byl zakoupen firmou Autodesk v roce 2002 od společnosti Revit Technology Corporation.

## Produktová řada Revit
Aktuální verze Revitu jsou k dispozici i v české lokalizaci. Původní tři verze Revitu určené pro různé obory projektování byly od verze 2017 sloučeny do jedné, k tomu existuje ještě verze Revit LT.
- Revit Architecture pro architekty a stavební projektanty (původně Revit Building)
- Revit Structure[nedostupný zdroj] pro konstrukce staveb
- Revit MEP pro technická zařízení budov – TZB (dříve Revit Systems)
- Revit LT omezená verze Revit Architecture

Starší verze Suite obsahovaly kromě Revitu i AutoCAD, resp. jeho profesní verzi, popř. další aplikace firmy Autodesk. Revit je také součástí profesní projekční BIM sady Autodesk AEC Collection. V ní jsou i doplňkové nástroje Revitu pro energetické analýzy, vizuální programování Dynamo, topení/chlazení, oslunění, nebo i CDE systém pro týmovou spolupráci, jednotná projekční platforma Autodesk Docs.

## Použití
Revit využívá společnou relační databázi projektu dostupnou pro všechny kooperující projektanty. Všechny dokumenty projektu jsou tak stále plně koordinovány okamžitě po jakékoliv změně. Standardním formátem projektů Revitu je RVT. Revit ale podporuje i souborové formáty DWG, DXF, DGN, SAT, IFC, OBJ a SKP.
Jednotlivé prvky projektu mohou být využívány formou inteligentních bloků, tzv. rodin (families). Ty používají souborový formát RFA. Parametrické rodiny Revitu lze snadno uživatelsky vytvářet a jejich dynamické a adaptivní chování v pohledech projektu lze přizpůsobovat bez nutnosti programování. K dispozici jsou dále rozsáhlé knihovny rodin konkrétních výrobků a stafážních objektů od dalších dodavatelů.
Od verze 2023 obsahuje Revit modul Twinmotion (společnosti Epic Games) pro interaktivní 3D vizualizace, animace a virtuální realitu.
Pro Revit existuje řada doplňkových aplikací od Autodesku i od nezávislých vývojářů, určených např. pro rendering, virtuální realitu (Enscape, Lumion), energetické výpočty, oslunění, statiku, rozpočty, ad.